# Carnal
Carnal – doom/deathmetalowy zespół założony w lipcu 1999 roku w Żurominie. 

## Historia

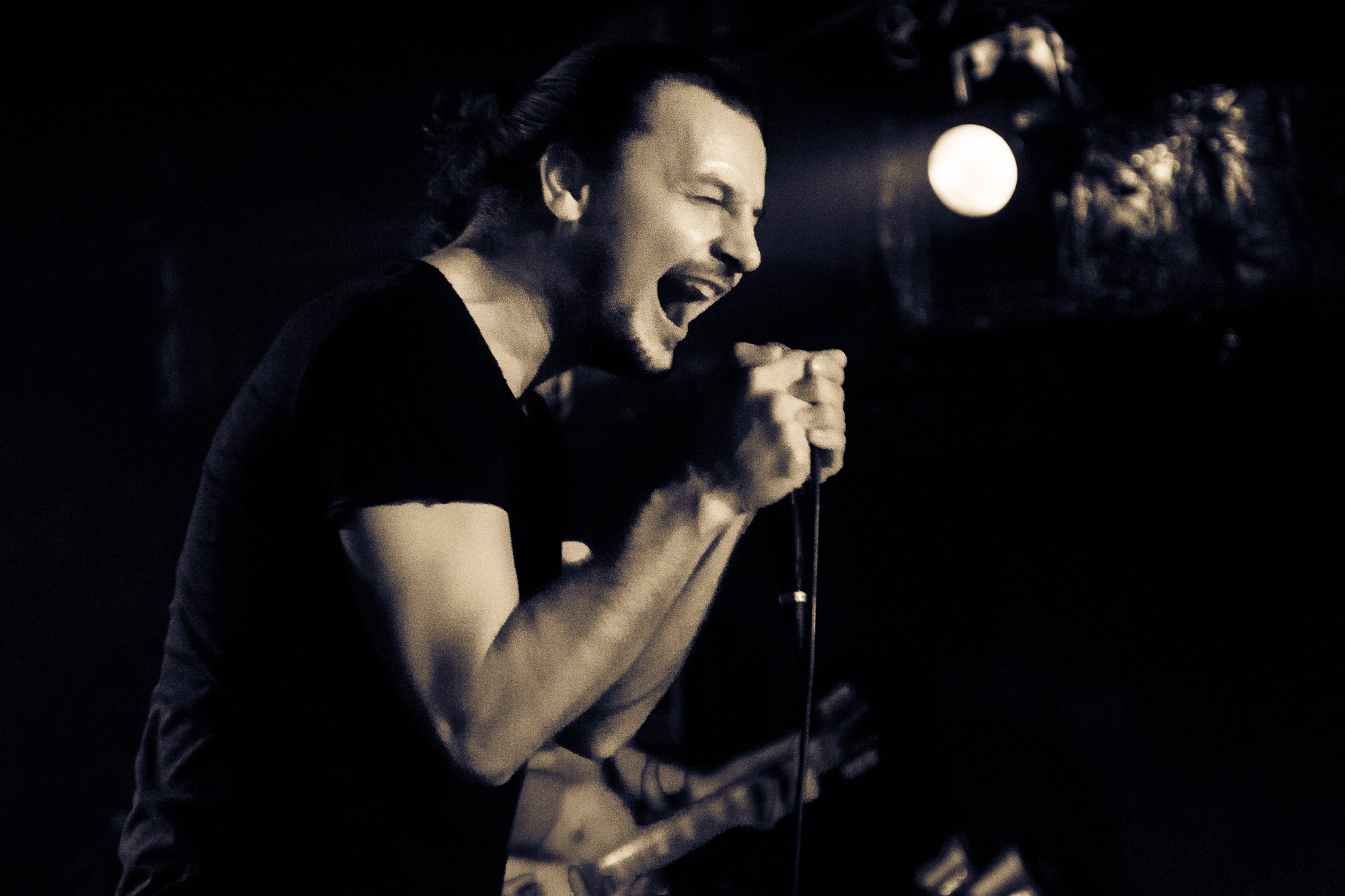
Robert Gajewski, wokalista zespołu Carnal (2013)

W 2001 roku ukazało się zawierające pięć utworów pierwsze demo grupy zatytułowane A Time Has Come. W roku 2002 zespół wydał singiel Damnation, a w 2003 roku album Curse This Day, który w polskiej edycji magazynu "Metal Hammer" z grudnia 2003 roku został uznany za Demo(n) miesiąca. Reedycja tej płyty (poszerzona o wideoklip do utworu "Damnation") ukazała się w 2006 roku nakładem bałkańskiej wytwórni Distribiutor of Pain, a w roku 2008 zespół odbył promocyjną trasę koncertową "Curse This Tour 2008", w ramach której wystąpił w Bułgarii, Serbii i Rumunii. 
W 2007 roku nakładem wytwórni Ars Mundi wydany został album Undefinable, przy którego produkcji pracowali Szymon Czech, Krzysztof Placzewski i Tomasz Zalewski. Płyta zebrała przychylne recenzje. 

CARNAL stworzył skończone dzieło, gdzie nie ma miejsca na metalową przaśność, ale są emocje, jest nastrój i tajemnica. Muzyka jest na tyle wielowymiarowa, że można ją smakować wiele razy i zawsze odkryć nowy smaczek, barwę, odcień, które powodują, że z Undefinable się nie nudzimy. Zespół najwyraźniej znalazł swój styl, w którym czuje się bardzo dobrze, kompozycje są wyważone, czuć w nich głębię i spokój charakterystyczny dla dojrzałych dzieł.

Materiał zawiera dziewięć całkiem zgrabnie napisanych kompozycji, mogących zadowolić nawet najbardziej wybrednego fana ciężkiego grania. (...) Pierwszy krok został zrobiony, przed zespołem teraz ciężka droga do potwierdzenia  swojego nieprzeciętnego potencjału.

W sierpniu 2009 roku zespół podpisał kontrakt z wytwórnią Revolution Records na wydanie albumu Re-Creation, którego premiera odbyła się 25 września 2009 roku.
Carnal supportował takie zespoły jak: Paradise Lost, In Flames, Life of Agony, Behemoth, Artrosis. Wystąpił również na: Union of Rock 2004, Metalmanii 2007 i 2009, Wacken Metal Battle 2007 i 2009, Hunter Fest 2005, 2006 i 2008.

## Dyskografia

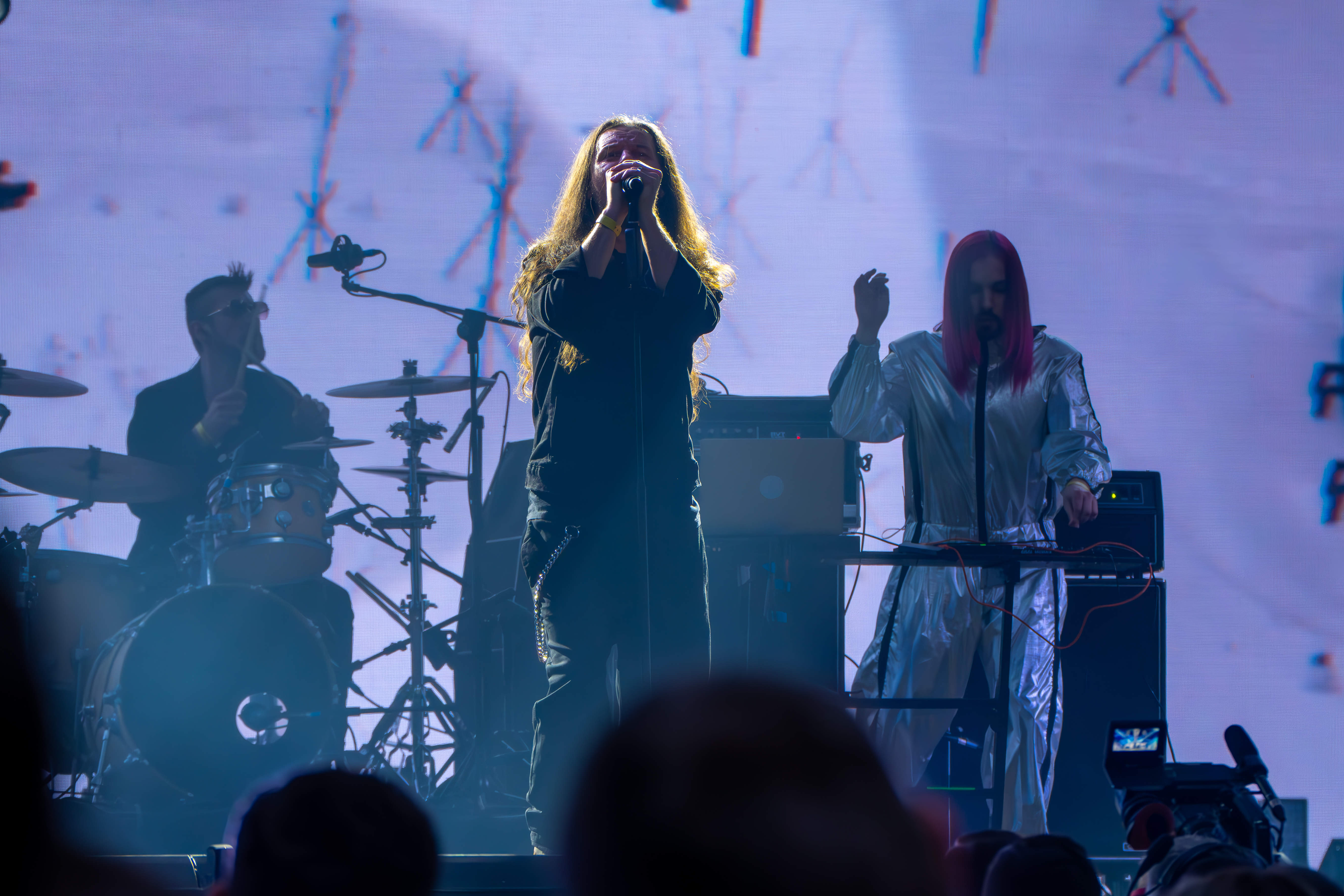
Carnal (2024)

| Rok  | Tytuł                                                              |
| ---- | ------------------------------------------------------------------ |
| 2006 | Curse This Day - Data: maj 2003 - Wydawca: Distributor of Pain     |
| 2007 | Undefinable - Data: 4 czerwca 2007 - Wydawca: Ars Mundi            |
| 2009 | Re-Creation - Data: 25 września 2009 - Wydawca: Revolution Records |

| Rok  | Tytuł                                                                |
| ---- | -------------------------------------------------------------------- |
| 2001 | A Time Has Come (demo) - Data: 2001 - Wydawca: brak (wydanie własne) |
| 2002 | Damnation (singel) - Data: 2002 - Wydawca: brak (wydanie własne)     |
| 2005 | My Salvation (singel) - Data: 2005 - Wydawca: brak (wydanie własne)  |

| Rok  | Tytuł       | Pozycja na liście | Album       |
| Rok  | Tytuł       | Turbo Top         | Album       |
| ---- | ----------- | ----------------- | ----------- |
| 2009 | "Impurity"  | 6                 | Re-Creation |
| 2010 | "Insolence" | 12                | Re-Creation |

## Nagrody i wyróżnienia
| Rok  | Kategoria                           | Nagroda                          | Nota       |
| ---- | ----------------------------------- | -------------------------------- | ---------- |
| 2010 | Najlepszy album (Re-Creation)       | Podsumowanie Musicarena.pl, 2009 | 8. miejsce |
| 2024 | Album roku metal (Horyzont zdarzeń) | Fryderyki 2024                   | Nominacja  |